# Lavoux
Lavoux est une commune du Centre-Ouest de la France, située dans le département de la Vienne en région Nouvelle-Aquitaine.

## Géographie
Les habitants se nomment les Lavousiens et les Lavousiennes.

### Localisation
La commune se situe à la croisée des routes de Chauvigny (11 km), de Châtellerault (25 km), de Poitiers (15 km du centre ville) et du Futuroscope (15 km).

### Les communes limitrophes
|                  | Liniers            |         |
| Bignoux          | Lavoux             | Bonnes  |
| Sèvres-Anxaumont | Saint-Julien-l'Ars | Jardres |

### Géologie et relief
La région de Lavoux présente un paysage de plaines vallonnées plus ou moins boisées. C'est un pays de carrières, entouré de cultures céréalières et localisé à proximité de la forêt domaniale de Moulière.
Le terroir se compose :
- sur les plateaux du seuil du Poitou de terres de brandes pour 65 % de la surface du territoire communal ;
- sur les plaines calcaires, de groies profondes (35 %). Les groies sont des terres du sud-ouest de la France, argilo-calcaires, peu profondes  - en général de moins de 50 cm d’épaisseur – et  plus ou moins riches en cailloux. Elles sont fertiles et saines et donc, propices à la polyculture céréalière mais elles s’assèchent vite.

En 2006, 67 % de la superficie de la commune étaient occupés par l'agriculture, 28 % par des forêts et des milieux semi-naturels, et 5 % par des zones construites et aménagées par l'homme (voirie). La présence de milieux naturels et semi-naturels riches et diversifiés sur le territoire communal permet d’offrir des conditions favorables à l’accueil de nombreuses espèces pour l'accomplissement de leur cycle vital (reproduction, alimentation, déplacement, refuge). Forêts, landes, prairies et pelouses, cours d’eau et zones humides … constituent ainsi des cœurs de biodiversité et/ou de véritables corridors biologiques.

### Climat
Pour des articles plus généraux, voir Climat de la Nouvelle-Aquitaine et Climat de la Vienne.
Historiquement, la commune est exposée à un climat océanique du nord-ouest.  
En 2020, Météo-France publie une typologie des climats de la France métropolitaine dans laquelle la commune est exposée à un climat océanique altéré et est dans la région climatique  Poitou-Charentes, caractérisée par un bon ensoleillement, particulièrement en été et des vents modérés.
Pour la période 1971-2000, la température annuelle moyenne est de 11,7 °C, avec une amplitude thermique annuelle de 15 °C. Le cumul annuel moyen de précipitations est de 733 mm, avec 10,8 jours de précipitations en janvier et 6,7 jours en juillet. Pour la période 1991-2020, la température moyenne annuelle observée sur la station météorologique la plus proche, située sur la commune de Biard à 17 km à vol d'oiseau, est de 12,2 °C et le cumul annuel moyen de précipitations est de 695,3 mm,. Pour l'avenir, les paramètres climatiques de la commune estimés pour 2050 selon différents scénarios d'émission de gaz à effet de serre sont consultables sur un site dédié publié par Météo-France en novembre 2022.

## Urbanisme

### Typologie
Au 1er janvier 2024, Lavoux est catégorisée commune rurale à habitat dispersé, selon la nouvelle grille communale de densité à sept niveaux définie par l'Insee en 2022.
Elle est située hors unité urbaine. Par ailleurs la commune fait partie de l'aire d'attraction de Poitiers, dont elle est une commune de la couronne,. Cette aire, qui regroupe 97 communes, est catégorisée dans les aires de 200 000 à moins de 700 000 habitants,.

### Occupation des sols
L'occupation des sols de la commune, telle qu'elle ressort de la base de données européenne d’occupation biophysique des sols Corine Land Cover (CLC), est marquée par l'importance des territoires agricoles (65,5 % en 2018), en diminution par rapport à 1990 (68,3 %). La répartition détaillée en 2018 est la suivante : 
terres arables (46,7 %), forêts (28 %), zones agricoles hétérogènes (18,8 %), zones urbanisées (6,5 %). L'évolution de l’occupation des sols de la commune et de ses infrastructures peut être observée sur les différentes représentations cartographiques du territoire : la carte de Cassini (XVIIIe siècle), la carte d'état-major (1820-1866) et les cartes ou photos aériennes de l'IGN pour la période actuelle (1950 à aujourd'hui).

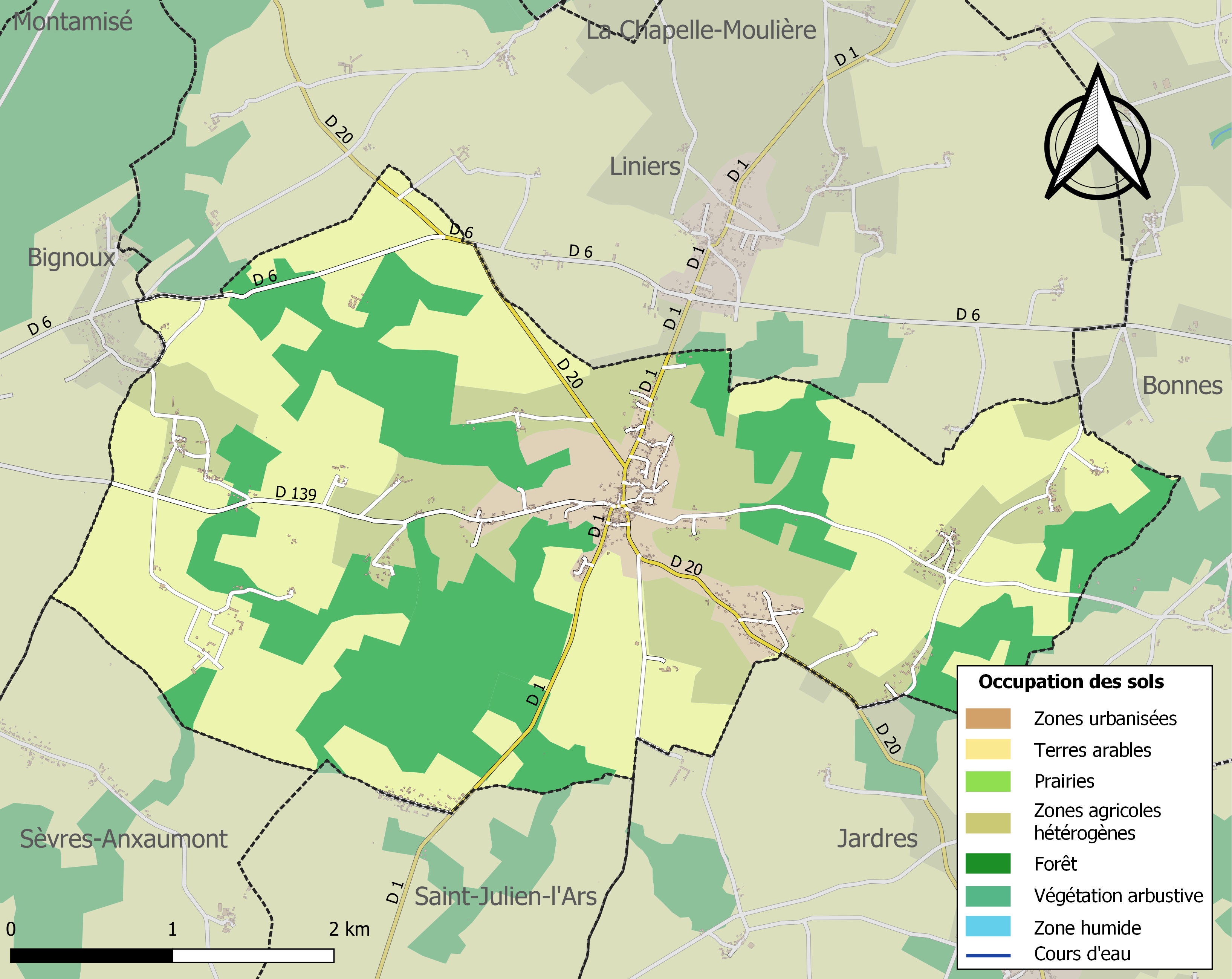
Carte des infrastructures et de l'occupation des sols de la commune en 2018 (CLC).

### Risques majeurs
Le territoire de la commune de Lavoux est vulnérable à différents aléas naturels : météorologiques (tempête, orage, neige, grand froid, canicule ou sécheresse), mouvements de terrains et séisme (sismicité modérée). Il est également exposé à deux risques technologiques,  le transport de matières dangereuses et le risque nucléaire. Un site publié par le BRGM permet d'évaluer simplement et rapidement les risques d'un bien localisé soit par son adresse soit par le numéro de sa parcelle.

#### Risques naturels

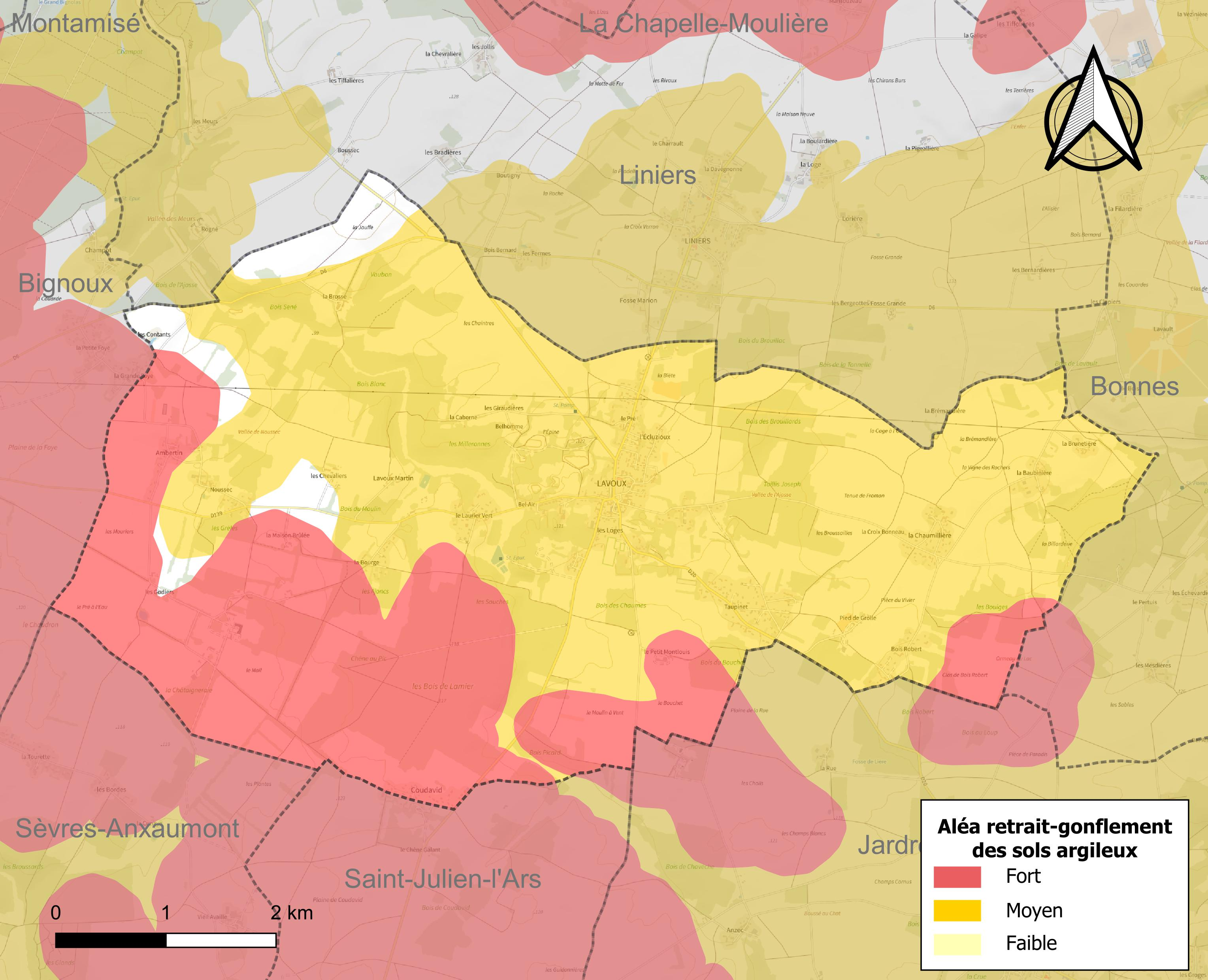
Carte des zones d'aléa retrait-gonflement des sols argileux de Lavoux.

Les mouvements de terrains susceptibles de se produire sur la commune sont des affaissements et effondrements liés aux cavités souterraines (hors mines) et des tassements différentiels. Afin de mieux appréhender le risque d’affaissement de terrain, un inventaire national permet de localiser les éventuelles cavités souterraines sur la commune. Le retrait-gonflement des sols argileux est susceptible d'engendrer des dommages importants aux bâtiments en cas d’alternance de périodes de sécheresse et de pluie. 95,5 % de la superficie communale est en aléa moyen ou fort (79,5 % au niveau départemental et 48,5 % au niveau national). Depuis le 1er octobre 2020, en application de la loi ÉLAN, différentes contraintes s'imposent aux vendeurs, maîtres d'ouvrages ou constructeurs de biens situés dans une zone classée en aléa moyen ou fort,.
La commune a été reconnue en état de catastrophe naturelle au titre des dommages causés par les inondations et coulées de boue survenues en 1982, 1992, 1999 et 2010, par la sécheresse en 1989 et 2017 et par des mouvements de terrain en 1999 et 2010.

#### Risque technologique
La commune étant située dans le périmètre du plan particulier d'intervention (PPI) de 20 km autour de la centrale nucléaire de Civaux, elle est exposée au risque nucléaire. En cas d'accident nucléaire, une alerte est donnée par différents médias (sirène, sms, radio, véhicules). Dès l'alerte, les personnes habitant dans le périmètre de 2 km se mettent à l'abri. Les personnes habitant dans le périmètre de 20 km peuvent être amenées, sur ordre du préfet, à évacuer et ingérer des comprimés d’iode stable,,.

## Toponymie
Le nom du village dérive du latin lavatorium qui signifie lavoir.

## Politique et administration

### Intercommunalité
Depuis 2015, Lavoux est dans le canton de Chasseneuil-du-Poitou (no 1) du département de la Vienne. Avant la réforme des départements, Lavoux était dans le canton no 24 de Saint-Julien-l'Ars dans la 1re circonscription.

### Liste des maires
| Période    | Période    | Identité | Étiquette | Qualité |
| ---------- | ---------- | --- | --------- | ------- |
| 1790       | 1800       | François Terrason |           |         |
| 1800       | 1813       | Jacques Girault |           |         |
| 1813       | 1815       | Antoine Joseph César de Lattre de Tassigny |           |         |
| 1815       | 1815       | Antoine Brissonnet |           |         |
| 1816       | 1816       | N. Peronet |           |         |
| 1816       | 1826       | Hugues Alexandre Joseph Meunier (à partir de 1821, âgé et malade, il est dans l'incapacité d'exercer son mandat et Lavoux est sous tutelle d'un administrateur) |           |         |
| 1826       | 1830       | Ferdinand Vezien de Montmartin (gendre du précédent) |           |         |
| 1830       | 1843       | Antoine Brissonnet |           |         |
| 1843       | 1848       | André Roy |           |         |
| 1848       | 1852       | François Serre |           |         |
| 1852       | 1870       | Antoine Brissonnet |           |         |
| 1870       | 1878       | Paulin Brissonnet |           |         |
| 1878       | 1880       | Jacques Guillot |           |         |
| 1880       | 1888       | François Serre |           |         |
| 1888       | 1890       | Désiré Brissonnet |           |         |
| 1890       | 1892       | François Serre |           |         |
| 1892       | 1900       | Jacques Girault |           |         |
| 1900       | 1904       | Célestin Deforges |           |         |
| 1904       | 1919       | Louis Girault |           |         |
| 1919       | 1944       | Jean Brissonnet |           |         |
| 1944       | 1945       | Henri Barillet |           |         |
| 1945       | 1953       | Henri Fleurant |           |         |
| 1953       | 1955       | Alphonse Fleurant |           |         |
| 1955       | 1959       | Savin Martin |           |         |
| 1959       | 1977       | Maurice Pouvreau |           |         |
| 1977       | 1999       | Jean-François Lachaume |           |         |
| mars 2008  | avril 2014 | Jean-Jacques Pain |           |         |
| avril 2014 |            | Maguy Lumineau |           |         |

### Instances judiciaires et administratives
La commune relève du tribunal d'instance de Poitiers, du tribunal de grande instance de Poitiers, de la cour d'appel  de Poitiers, du tribunal pour enfants de Poitiers, du conseil de prud'hommes de Poitiers, du tribunal de commerce de Poitiers, du tribunal administratif de Poitiers et de la cour administrative d'appel  de  Bordeaux,  du tribunal des pensions de Poitiers, du tribunal des affaires de la Sécurité sociale de la Vienne, de la cour d’assises de la Vienne.

### Services publics
Les réformes successives de La Poste ont conduit à la fermeture de nombreux bureaux de poste ou à leur transformation en simple relais. Toutefois, la commune a pu maintenir le sien.

## Démographie
L'évolution du nombre d'habitants est connue à travers les recensements de la population effectués dans la commune depuis 1793. Pour les communes de moins de 10 000 habitants, une enquête de recensement portant sur toute la population est réalisée tous les cinq ans, les populations de référence des années intermédiaires étant quant à elles estimées par interpolation ou extrapolation. Pour la commune, le premier recensement exhaustif entrant dans le cadre du nouveau dispositif a été réalisé en 2006.

En 2022, la commune comptait 1 179 habitants, en évolution de +0,17 % par rapport à 2016 (Vienne : +0,6 %, France hors Mayotte : +2,11 %).
| 1793 | 1800 | 1806 | 1821 | 1831 | 1836 | 1841 | 1846 | 1851 |
| ---- | ---- | ---- | ---- | ---- | ---- | ---- | ---- | ---- |
| 288  | 384  | 351  | 705  | 661  | 753  | 837  | 885  | 884  |

| 1856 | 1861  | 1866  | 1872 | 1876 | 1881 | 1886 | 1891 | 1896 |
| ---- | ----- | ----- | ---- | ---- | ---- | ---- | ---- | ---- |
| 999  | 1 017 | 1 014 | 622  | 711  | 819  | 812  | 725  | 803  |

| 1901 | 1906 | 1911 | 1921 | 1926 | 1931 | 1936 | 1946 | 1954 |
| ---- | ---- | ---- | ---- | ---- | ---- | ---- | ---- | ---- |
| 795  | 753  | 824  | 753  | 883  | 793  | 763  | 641  | 639  |

| 1962 | 1968 | 1975 | 1982 | 1990 | 1999  | 2006  | 2011  | 2016  |
| ---- | ---- | ---- | ---- | ---- | ----- | ----- | ----- | ----- |
| 617  | 637  | 568  | 748  | 881  | 1 008 | 1 103 | 1 115 | 1 177 |

| 2021  | 2022  | - | - | - | - | - | - | - |
| ----- | ----- | - | - | - | - | - | - | - |
| 1 181 | 1 179 | - | - | - | - | - | - | - |

En 2008, selon l’Insee, la densité de population de la commune était de 74 hab./km2 contre 61 hab./km2 pour le département, 68 hab./km2 pour la région Poitou-Charentes et 115 hab./km2 pour la France.

## Économie

### Agriculture
Selon la direction régionale de l'Alimentation, de l'Agriculture et de la Forêt de Poitou-Charentes, il y a dix exploitations agricoles en 2010 contre neuf en 2000. Lavoux est une des rares communes du département de la Vienne qui voit le nombre d'exploitations augmenter en 10 ans
Les surfaces agricoles utilisées ont logiquement augmenté (+ 17 %) et sont passées de 844 hectares en 2000 à 988 hectares en 2010. 46 % sont destinées à la culture des céréales (blé tendre essentiellement mais aussi orges et maïs), 35 % pour les oléagineux (colza), 3 % pour le fourrage et 1 % reste en herbes. En 2000, un hectare (0 en 2010) était consacré à la vigne.

### Industries
La société CARRIERES DE LA VIENNE exploite les carrières situées sur le territoire communal.
La pierre de Lavoux est extraite et utilisée pour la construction de maisons et bâtiments (cité des Castors à proximité de Poitiers), pour des aménagements intérieur et extérieur. Elle est exportée à l’étranger pour la restauration d’édifices ou des monuments historiques (la cathédrale de Lausanne en Suisse). Elle est également utilisée en sculpture (les vases et les statues du Jardin des Tuileries à Paris).
La pierre de Lavoux a ainsi été utilisée pour la construction de l'Opéra de Paris et de la façade des Galeries Lafayette (Paris).
Sur la quinzaine de carrières au plus fort de l’exploitation de la pierre, seules deux carrières sont encore en activité.

## Culture locale et patrimoine

### Lieux et monuments
- Église Saint-Martin de Lavoux.

#### Patrimoine civil
- Le château du Bois-Dousset est classé monument historique depuis 1966 pour ses douves, ses communs, son parc, son escalier, sa porte, son élévation et sa toiture. Le château de Bois-Dousset (ou aussi Bois-Doucet) est entouré de douves. Il date du XVIe siècle et a été agrandi au XVIIe siècle. Il comprend une aile de style Renaissance aux ouvertures richement ornées. Le corps de logis, plus classique, abrite un bel escalier de pierre.
- Entre Lavoux et Saint-Julien-l'Ars, le long de la D 1, à 3 km, à droite, le petit château de Coudavid date du XIXe siècle.

#### Patrimoine naturel
Selon l'Inventaire des arbres remarquables de Poitou-Charentes, il y a un arbre remarquable sur la commune qui est un chêne rouvre situé sur le domaine de Bois Doucet.

### Équipement culturel
La commune possède une bibliothèque publique qui détient environ 2 400 ouvrages.

### Personnalités liées à la commune
- Jacques et Louis Clocher (Marquet), soldats des troupes de la Marine en Nouvelle-France au XVIIe siècle, ayant fait souche au Québec[32].

### Articles de Wikipédia
- Liste des communes de la Vienne
- Anciennes communes de la Vienne